# Recinte emmurallat medieval de Traiguera
Les restes de la Muralla de Traiguera, a la comarca del Baix Maestrat, i la seva ampliació abaluartada del segle xvii, disseminats al llarg del nucli més antic de la població, es troben catalogats, de manera genèrica, com Bé d'Interès Cultural, amb anotació ministerial R-I-51-0011155, i data d'anotació: 4 de març de 2004.

## Història
L'origen de la vila està en un petit assentament íber pertanyent a la Ilercavonia. Explica la llegenda que d'aquestes terres és originari el Cabdill Mandonio, conegut més tard com el “Viriato del Maestrazgo”, per haver-se rebel·lat amb les tribus ilercavones contra el general romà Escipión.
La vila va quedar més tard totalment romanizada i conserva restes de l'època romana. Després va ser islamitzada per ser conquistada per Jaume I d'Aragó al segle xiii, passant a mans, primer de l'orde dels Hospitalaris, i després de la de Montesa ja entrat el segle xiv.
La vila va ser seu de tres convocatòries a Corts del Regne de València (1411, 1421 i 1429) i va tenir un gran desenvolupament econòmic al segle xvi, gràcies a l'agricultura i el comerç. La vila va ser protagonista d'enfrontaments de la guerra de Successió (segle xviii), dels esdevinguts contra els francesos durant la seva invasió i en les tres Guerres Carlines del segle xix.
La vila orientada al sud s'adapta a l'orografia del terreny en el qual s'assenta. Per la zona sud la inclinació del terreny li serveix de protecció, mentre que en el nord el espolón l'aconseguia amb restes de la muralla medieval i del portal d'accés al recinte emmurallat datat dels segles XIII-XIV.
El primer recinte emmurallat de Traiguera és d'època medieval, existint documentació de la preocupació de diferents maestres de l'orde de Montesa, com a Fra Pedro de Thous i Fra Berenguer March en 1371, 1374 i 1375, o Fra Romeu de Corbera en 1411, per reforçar les muralles i alçar els murs de la vila almenys uns sis pams més i augmentar la seva grossor en vuit pams sobre els preexistents. Més tard, s'inicia un procés de fortificació de la frontera del Regne de València amb Catalunya (durant el conflicte de la Guerra dels Segadors), a partir de 1640, i pot documentar-se que el nou recinte emmurallat abaluartado per a Traiguera va ser sufragat per viles i ciutats de tot el regne per petició del rei.

## Descripció
Es tracta d'una muralla de fàbrica de maçoneria, carreus i sillarejo; de planta irregular de la qual es conserven solament una portada i mitjos carreus sense matacán, però amb les frontisses per a les portes de fusta. També presenta quatre contraforts de sillarejo en el tram de la zona est.
Les obres de fortificació de Traiguera van estar a càrrec de l'enginyer Francisco de Isasi, conservant-se en l'arxiu de Simancas els plànols d'aquesta fortificació, i en un d'ells pot observar-se el traçat de la muralla medieval el qual disposava de vuit torres. Per a la nova fortalesa solament es van aprofitar dos trams del vell recinte emmurallat. La nova fortificació havia de ser un infranquejable conjunt emmurallat amb un total de nou baluards, dels quals cinc estaven al polígon interior i quatre aïllats en l'exterior, amb forma d'estel envoltant completament Traiguera.
Actualment com a resta única de la muralla medieval està el conegut com “Portalet”, un accés al recinte emmurallat datat del segle xiv. El mur tenia 6 pams de grossor i 30 d'altura, amb merlets defensius superiors. Va ser restaurat per l'Escola Taller i al mateix carrer poden contemplar-se altres mostres de fortificacions de diferents èpoques.
La Portella és un altre accés al recinte emmurallat de Traiguera. S'hi produeix la superposició dels traçats de la muralla medieval i de les fortificacions modernes.
Per la seva banda les restes del bastió de les fortificacions modernes de Traiguera, projectades per Francisco de Isasi, es troben a la zona nord-oriental.
A l'abril del 2014 la Comissió de Cultura de les Corts Valencianes va aprovar la iniciativa parlamentària defensada pel diputat Juan Soto (PSPV), per realitzar obres urgents en el recinte emmurallat de Traiguera.